# Иваново-Вознесенская епархия
Ива́ново-Вознесе́нская епа́рхия — епархия Русской православной церкви, объединяющая приходы и монастыри в границах города Иванова, а также Вичугского, Ивановского, Приволжского и Фурмановского районов Ивановской области. Входит в состав Ивановской митрополии.
Кафедральный город — Иваново.

## История
Епархия была образована после создания в 1918 году Иваново-Вознесенской губернии. Точная дата основания Иваново-Вознесенской епархии неизвестна (не сохранилось документа, который устанавливал бы точную дату создания епархии). Первый управляющий Иваново-Вознесенской епархией, правивший ей в 1920—1922 годы был епископ Иерофей (Померанцев), впоследствии обновленческий митрополит.
4 марта 1923 года епископом Иваново-Вознесенским викарием Владимирской епархии был назначен Василий (Преображенский), епископ Кинешемский, викарий Костромской епархии. 22 марта этого же года он был арестован. 21 сентября 1923 года во епископа Иваново-Вознесенского был хиротонисан Августин (Беляев). Период управления им Иваново-Вознесенской епархией продолжался с освобождения в августе 1924 года и до вторичного ареста в 1926 году.
Как самостоятельная Иваново-Вознесенская епархия была образована, вероятно, в 1929 году.
1 февраля 1933 года решением Временного Патриаршего Священного Синода в связи с переименованием Иваново-Вознесенска в Иваново и Иваново-Вознесенской области в Ивановскую область Иваново-Вознесенской епархия переименована в Ивановскую.
На «Родине Первого Совета» было снесено большинство церквей, а другие, после уничтожения колоколен, куполов и внутреннего убранства стали использоваться для хозяйственных целей. Сохранились лишь 7 храмов, расположенных на бывших окраинах города. В 1940 году в Иванове был закрыт последний храм — Преображенский Собор, и устроили там конюшню. Службы в нём возобновились лишь в 1944 году.
После передачи Сокольского района Ивановской области в состав Нижегородской области, решением Священного Синода от 26 декабря 1995 года приходы, находящиеся в Сокольском районе, были переданы в состав Нижегородской епархии.
С 1999 года действовало Иваново-Вознесенское духовное училище, преобразованное в 2002 году духовную семинарию (упразднена в 2024 году).
13 марта 2002 года Священный Синод Русской православной церкви, заслушав рапорт архиепископа Ивановского и Кинешемского Амвросия, постановил переименовать епархию в «Иваново-Вознесенскую и Кинешемскую».
7 июня 2012 года из состава епархии были выделены Шуйская и Кинешемская епархии с включением их и Иваново-Вознесенской епархии в состав новообразованной Ивановской митрополии.

## Названия
- Иваново-Вознесенская (1920—1933)
- Ивановская (1933—1946)
- Ивановская и Шуйская (1946—1947)
- Ивановская и Кинешемская (1946—2002)
- Иваново-Вознесенская и Кинешемская (2002—2012)
- Иваново-Вознесенская (с 2012)

## Архиереи
Иваново-Вознесенское викариатство
- Иерофей (Померанцев) (3 июля 1920 — лето 1922) уклонился в обновленчество
- Василий (Преображенский) (4 марта — 10 мая 1923)
- Августин (Беляев) (21 сентября 1923 — 9 октября 1926)
- Афанасий (Сахаров) (ноябрь 1926 — 15 января 1927) в/у
- Василий (Преображенский) (нач. 1927) повторно
- Николай (Покровский) (24 апреля 1927 — 29 ноября 1928)

самостоятельная епархия
- Павел (Гальковский) (31 октября 1929 — 1 июля 1936)
- Николай (Покровский) (декабрь 1930—1931) в/у, архиеп. Пермский
- Борис (Воскобойников) (1 июля 1936 — 1 сентября 1937)
- Хрисогон (Ивановский) (30 марта 1937 — 8 февраля 1938) в/у, еп. Юрьев-Польский
- Алексий (Сергеев) (1938—1939) уклонился в раскол, провозгласив «Ивановскую автокефалию»
  - 1938—1946 — кафедра вдовствовала
- Сергий (Гришин) (1942 — 8 марта 1943) временно управляющий, архиеп. Горьковский
- Иоанн (Соколов) (8 марта 1943 — 27 августа 1944) в/у, архиеп. Ярославский
- Онисим (Фестинатов) (27 августа 1944 — 20 июня 1946), в/у, еп. Владимрский
- Кирилл (Поспелов) (20 июня 1946 — 27 января 1947)
- Михаил (Постников) (27 января — 19 июня 1947)
- Паисий (Образцов) (19 июня 1947 — 3 июня 1948)
- Венедикт (Поляков) (3 июня 1948 — 23 июля 1956)
- Роман (Танг) (23 июля 1956 — 9 декабря 1958)
- Иларион (Прохоров) (9 декабря 1958 — 29 мая 1963)
- Леонид (Лобачев) (29 мая 1963 — 30 марта 1964)
- Антоний (Кротевич) (30 марта 1964 — 27 января 1966)
- Поликарп (Приймак) (27 января 1966 — 30 июля 1968)
- Феодосий (Погорский) (30 июля 1968 — 16 октября 1973)
- Иов (Кресович) (16 октября 1973 — 6 октября 1977)
- Амвросий (Щуров) (18 октября 1977 — 19 июля 2006)
- Иосиф (Македонов) (c 19 июля 2006)

## Благочиния
Епархия разделена на 7 церковных округов. По состоянию на октябрь 2022 года:
- 1-е Ивановское городское благочиние — протоиерей Сергий Арбузин
- 2-е Ивановское городское благочиние — игумен Сергий (Лагуткин)
- Благочиние Ивановского района — игумен Никандр (Шамов)
- Фурмановское благочиние — протоиерей Владимир Козлов
- Вичугское благочиние — протоиерей Петр Косянчук
- Приволжское благочиние — протоиерей Александр Карелин
- Монастырское благочиние — игумен Антоний (Мухин)

## Монастыри
- Введенский монастырь в Иванове (женский)
- Воскресенский монастырь в селе Ермолино (мужской)
- Никольский монастырь в Приволжске (женский)
- Успенский монастырь в Иванове (мужской)